# Домброшин (Любуське воєводство)
Домброшин (пол. Dąbroszyn, нім. Tamsel) — село в Польщі, у гміні Вітниця Ґожовського повіту Любуського воєводства.
Населення — 663 особи (2011).
У 1975-1998 роках село належало до Гожовського воєводства.

## Демографія
Демографічна структура станом на 31 березня 2011 року:
|          | Загалом | Допрацездатний вік | Працездатний вік | Постпрацездатний вік |
| -------- | ------- | ------------------ | ---------------- | -------------------- |
| Чоловіки | 338     | 86                 | 225              | 27                   |
| Жінки    | 325     | 74                 | 192              | 59                   |
| Разом    | 663     | 160                | 417              | 86                   |